# ميس نغتي الأوراق
ميس نغتي الأوراق (الاسم العلمي: Celtis alnifolia) هو نوع نباتي يتبع جنس الميس من فصيلة القنبية.